# Just an Echo
Just an Echo – krótkometrażowy film amerykański z 1934 roku z udziałem Binga Crosby'ego w reżyserii Arvida E. Gillstroma. Jest to jeden z dwóch krótkometrażowych filmów wyprodukowanych przez Paramount Pictures, w których zagrał Crosby. Pierwszy z nich to Please.

## Obsada
- Bing Crosby
- Vernon Dent
- Mary Kornman
- Carl Harbaugh
- Alyce Ardell